# Dodecahema
Dodecahema es un género de plantas perteneciente a la familia de las poligonáceas con una única especie Dodecahema leptoceras (A.Gray) Reveal & Hardham, restringida a California,  donde es una especie en peligro de extinción en el estado y federal. 

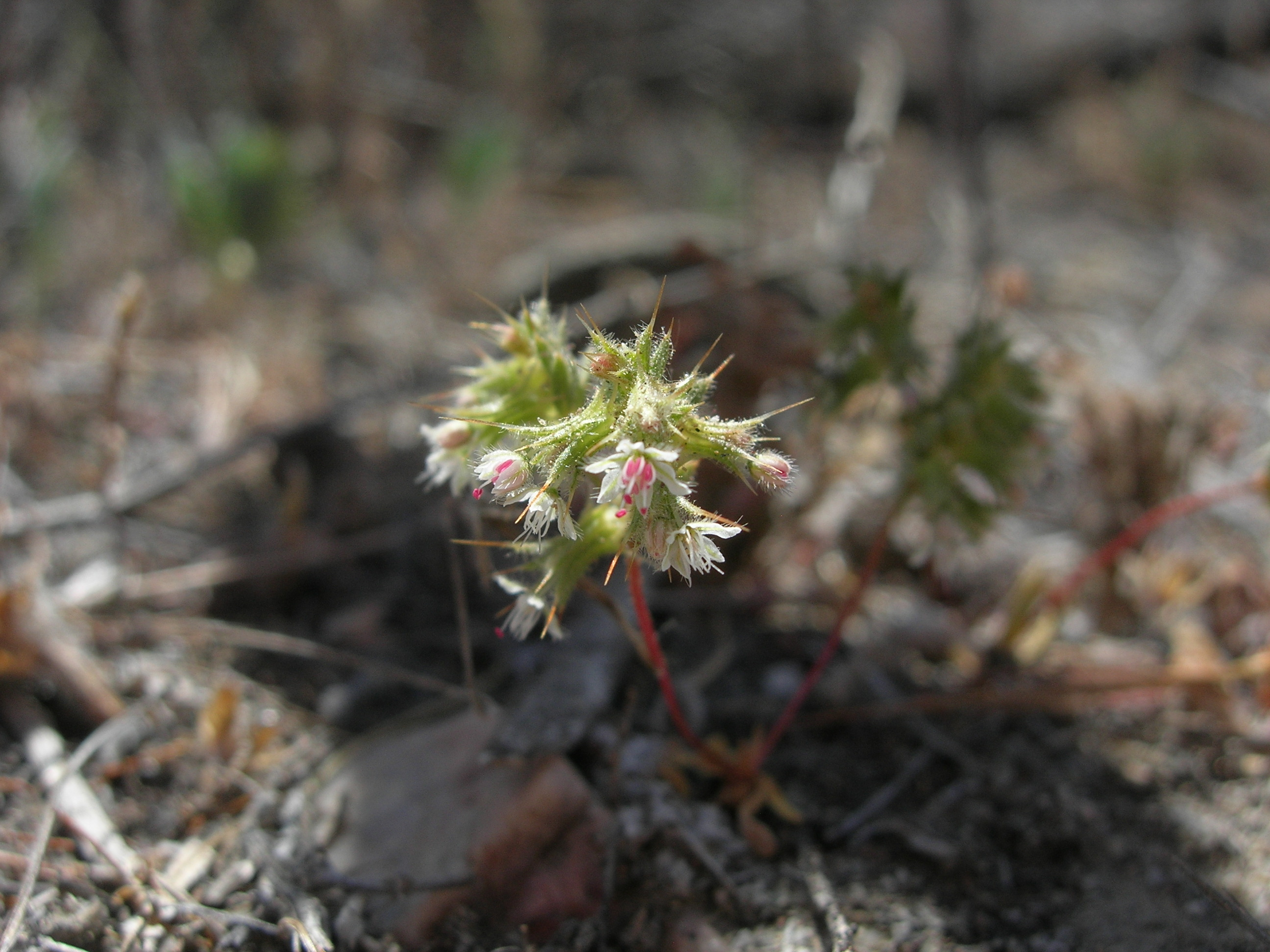
Vista de la planta

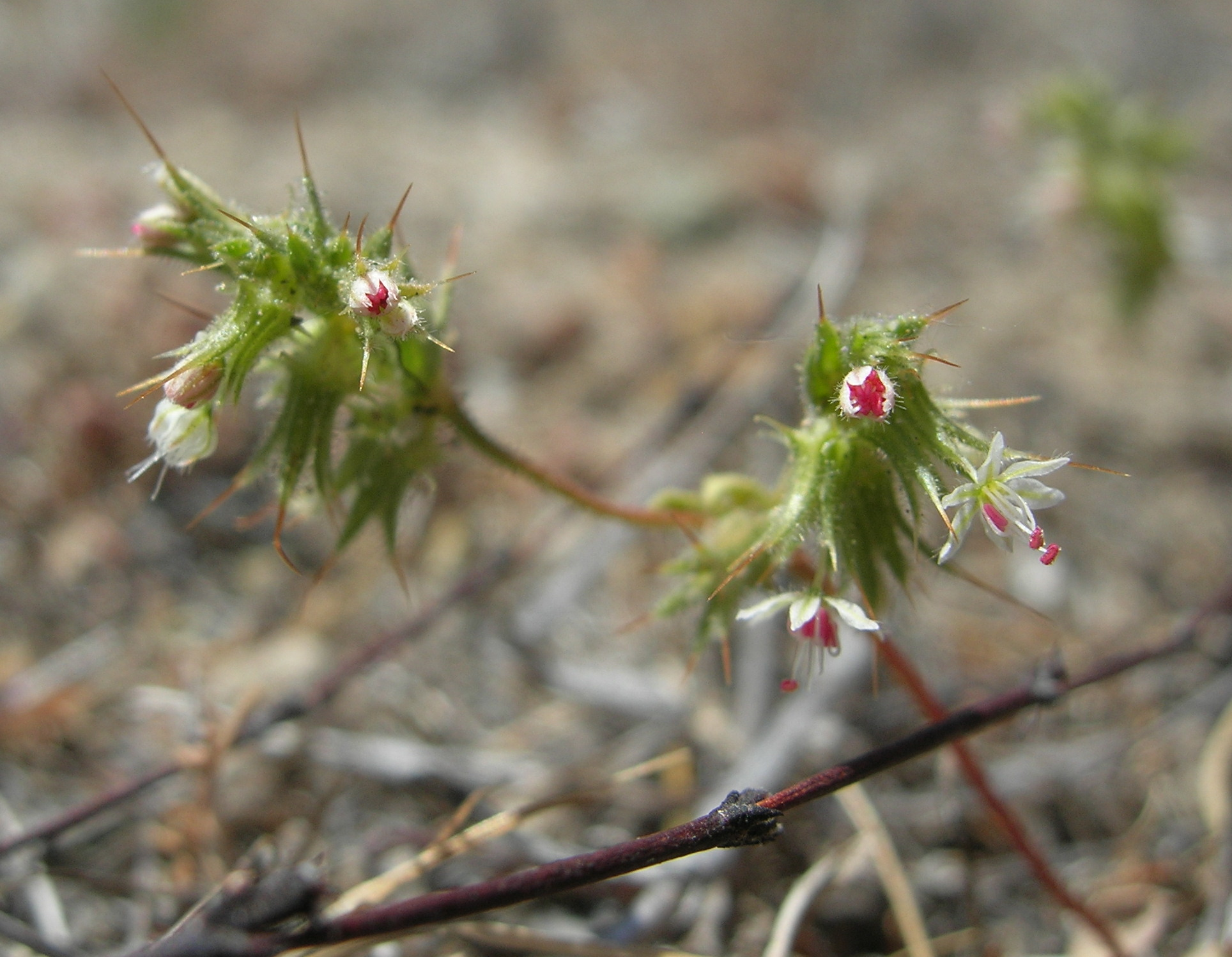
Vista de la planta

## Distribución y hábitat
Esta planta crece en los sedimentos ricos en las llanuras aluviales y arroyos al  pie de las colinas en el sur de California.  Se conocen menos de 40 avistamientos, muchos de los cuales en localidades que ya han sido altradas por construcciones o modificadas de otra forma. Esta planta se ha registrado en sólo unos pocos aspectos generales, incluyendo Tujunga Wash y los suelos indundables en torno a los ríos Santa Ana y San Jacinto.  Las principales amenazas para esta especie incluyen la desviación de agua, vehículos para todo terreno, las especies invasoras de plantas, y el desarrollo de la propiedad privada donde la mayoría de  estas plantas se encuentran.

## Descripción
Esta es una pequeña planta anual de que forma un parche de propagación con las hojas basales de unos pocos centímetros de diámetro, ligeramente más grandes cuando dispone de más humedad. Presenta un tallo erecto en el que tiene inflorescencias de flores.  Cada grupo de flores de color blanco o rosa está encerrada en una pequeña taza de brácteas fundidas  con pocos milímetros de ancho.  El fruto es un oscuro aquenio con alrededor de 2 milímetros de largo.  

## Taxonomía
Dodecahema leptoceras fue descrita por (A.Gray) Reveal & Hardham y publicado en Phytologia 66(2): 87. 1989.
Sinonimia
- Centrostegia leptoceras Gray ex Benth.
- Centrostegia leptoceris Gray
- Chorizanthe leptoceras (Gray ex Benth.) S.Wats.
- Eriogonella leptoceras (Gray ex Benth.) Goodman[3]